# アジアポップスウィンド
『アジアポップスウィンド』は、NHK-FM放送で1998年4月4日から2009年3月まで月曜23時台に放送されていた音楽番組である。ナビゲーターは関谷元子。
アジア各国の音楽を紹介するほか、映画、カルチャー情報も取り上げたことがあった。